# Stigmellites carpiniorientalis
Stigmellites carpiniorientalis är en fjärilsart som beskrevs av Straus 1977. Stigmellites carpiniorientalis ingår i släktet Stigmellites och familjen dvärgmalar. Inga underarter finns listade i Catalogue of Life.